# Atlantean Kodex
Atlantean Kodex ist eine deutsche Heavy-Metal-Band aus Vilseck in Bayern. Die Musiker stehen bei Ván Records unter Vertrag und haben bislang drei Studioalben veröffentlicht.

## Geschichte
Die Band wurde im Jahre 2005 von Manuel Trummer (Gitarre) und Florian Kreuzer (Bass) gegründet. Die restlichen Mitglieder Markus Becker (Gesang), Michael Koch (Gitarre) und Mario Weiß (Schlagzeug) stießen zwei Jahre später dazu. 2007 veröffentlichten sie das Demo The Pnakotic Demos, gefolgt von den EPs A Prophet in the Forest und The Pnakotic Vinyls zwei Jahre später. Die Band trat auf renommierten Underground-Festivals auf, so etwa 2009 auf dem Keep It True, dem Hammer of Doom, dem Up the Hammers in Athen, dem Dublin Doom Day oder dem Doom Metal Inquisition in Bradford. Atlantean Kodex wurden vom italienischen Label Cruz del Sur Music unter Vertrag genommen. Im Jahre 2010 wurde das Debütalbum The Golden Bough veröffentlicht. Der Titel stammt von dem Buch Der goldene Zweig des schottischen Anthropologen James George Frazer, der glaubte, dass sich alle Religionen Europas aus dem magischen Denken der Steinzeitmenschen entwickelten. Er hielt die Magie für die Wurzel der Religionen.
Das Album wurde Album des Monats im Magazin Rock Hard, im Heavy oder was?-Magazin sowie im griechischen Metal Hammer. In den Jahresumfragen der Onlinecommunities von Sacred Metal und Rock Hard entschied The Golden Bough die Kategorie „Album des Jahres“ für sich. 2011 trat Atlantean Kodex auf dem Rock Hard Festival auf, 2012 waren sie für das Festival Bang Your Head bestätigt, mussten ihren Auftritt aber absagen. Das Album The White Goddess erschien am 4. Oktober 2013 und erhielt in der Fachpresse erneut hervorragende Kritiken, unter anderem die Höchstnote im Magazin Rock Hard. 2014 spielte die Band auf den Festivals Bang Your Head, Keep It True und Party.San, drei Jahre später folgte ein erneuter Auftritt beim Keep It True.
Im Mai 2019 verließ der Gitarrist Michael Koch aus gesundheitlichen Gründen die Band. Nachfolgerin wurde Coralie Baier von der Band Antipeewee. Am 13. September 2019 erschien das dritte Studioalbum The Course of Empire, das auf Platz 49 der deutschen Albumcharts einstieg.

## Stil
Atlantean Kodex wurden laut Manuel Trummer gegründet, um eine Alternative zum modernen Metal zu schaffen. Eckpunkte waren alte Manowar und Bathory. Die Band spielt epischen, an den Doom angelehnten Heavy Metal, der als eine Mischung aus Candlemass und Solitude Aeturnus mit Manowar, Iced Earth, Bathory oder Solstice beschrieben wurde. Ein weiterer Einfluss stellt der Hard Rock der 1970er Jahre, wie Uriah Heep oder Rainbow dar.
Für die Texte lässt sich Trummer von alteuropäischer Mythologie, Schriftstellern wie H. P. Lovecraft, Robert E. Howard oder Carl Amery sowie von bayerischer Kultur inspirieren. Atlantean Kodex gelten als Verfechter analoger Aufnahmetechniken und äußerten sich mehrfach in Interviews dementsprechend.

## Diskografie

### Studioalben
| Jahr | Titel Musiklabel                        | Höchstplatzierung, Gesamtwochen, AuszeichnungChartsChartplatzierungen (Jahr, Titel, Musiklabel, Platzierungen, Wochen, Auszeichnungen, Anmerkungen) | Anmerkungen                              |
| Jahr | Titel Musiklabel                        | DE | Anmerkungen                              |
| ---- | --------------------------------------- | --- | ---------------------------------------- |
| 2010 | The Golden Bough Cruz del Sur Music     | — | Erstveröffentlichung: 2. Oktober 2010    |
| 2013 | The White Goddess Cruz del Sur Music    | DE65 (1 Wo.)DE | Erstveröffentlichung: 4. Oktober 2013    |
| 2019 | The Course of Empire Cruz del Sur Music | DE49 (1 Wo.)DE | Erstveröffentlichung: 13. September 2019 |

### EPs
- 2008: A Prophet in the Forest
- 2009: The Pnakotic Vinyls

### Sonstige
- 2006: The Hidden Folk (Split mit Vestal Claret)
- 2007: The Pnakotic Demos (Demo)
- 2009: The Annihilation of Königshofen (live)
- 2010: The Pnakotic Demos + Fragments of Yuggoth
- 2010: The Annihilation of Nürnberg (live)
- 2017: The Annihilation of Bavaria (live)